# Kanton Saint-Genix-sur-Guiers
Der Kanton Saint-Genix-sur-Guiers war von 1860 bis 2015 ein französischer Wahlkreis im Département Savoie. Er umfasste zehn Gemeinden und hatte seinen Hauptort in Saint-Genix-sur-Guiers. Die landesweiten Änderungen in der Zusammensetzung der Kantone brachten zum März 2015 seine Auflösung.

## Gemeinden
Der Kanton bestand aus zehn Gemeinden:
| Gemeinde                   | Einwohner Jahr | Fläche km² | Bevölkerungsdichte | Code INSEE | Postleitzahl |
| -------------------------- | -------------- | ---------- | ------------------ | ---------- | ------------ |
| Avressieux                 | 503 (2013)     | 8,07       | 62 Einw./km²       | 73025      | 73240        |
| Champagneux                | 675 (2013)     | 10,68      | 63 Einw./km²       | 73070      | 73240        |
| Gerbaix                    | 381 (2013)     | 6,91       | 55 Einw./km²       | 73122      | 73470        |
| Gresin                     | 368 (2013)     | 5,01       | 73 Einw./km²       | 73127      | 73240        |
| Marcieux                   | 170 (2013)     | 4,4        | 39 Einw./km²       | 73152      | 73470        |
| Novalaise                  | 1.982 (2013)   | 16,26      | 122 Einw./km²      | 73191      | 73470        |
| Rochefort                  | 199 (2013)     | 5,6        | 36 Einw./km²       | 73214      | 73240        |
| Sainte-Marie-d’Alvey       | 123 (2013)     | 2,61       | 47 Einw./km²       | 73254      | 73240        |
| Saint-Genix-sur-Guiers     | 2.341 (2013)   | 12,27      | 191 Einw./km²      | 73236      | 73240        |
| Saint-Maurice-de-Rotherens | 212 (2013)     | 8,17       | 26 Einw./km²       | 73260      | 73240        |